# FK 슬라비야
FK 슬라비야(Fudbalski klub Slavija Sarajevo, Фудбалски клуб Славија Сарајево)는 스릅스카 공화국 이스토치노사라예보를 연고로 하는 보스니아 헤르체고비나의 축구 클럽이다. 현재는 스릅스카 공화국 1부 리그에 참가하고 있다.

## 성적
- 유고슬라비아 1부 리그 준우승 1회 (1935-36)
- 보스니아 헤르체고비나 프리미어리그 준우승 1회 (2008-09)
- 스릅스카 공화국 1부 리그 우승 1회 (2003-04)
- 보스니아 헤르체고비나컵 우승 1회 (2008-09), 준우승 1회 (2006-07)
- 스릅스카 공화국컵 우승 2회 (2005-06, 2007-08)

## 선수 명단

### 역대
- 밀로시 스토야노비치(2008)
- 스르잔 그루이치치(2015 ~ 2016)
- 다리오 푸리치(2015 ~ 2016)